# Beda
Beda (em inglês antigo:  Bǣda ou Bēda; em latim: Beda; c. 673—26 de maio de 735), conhecido também como Venerável Beda (em latim: Bēda Venerābilis),[k] foi um monge inglês que viveu nos mosteiros de São Pedro, em Monkwearmouth, e São Paulo, na moderna Jarrow, no nordeste da Inglaterra, uma região que, na época, era parte do Reino da Nortúmbria. Ele é conhecido principalmente por sua obra-prima, a História Eclesiástica do Povo Inglês, um trabalho que lhe rendeu o título de "Pai da História Inglesa".
Em 1899, Beda foi proclamado Doutor da Igreja pelo papa Leão XIII, um dos mais importantes títulos teológicos da Igreja Católica, e é até hoje o único nativo da Grã-Bretanha a alcançar essa posição. Além disso, Beda era um habilidoso linguista e tradutor e suas obras ajudaram a tornar acessíveis os textos dos primeiros Padres da Igreja, escritos em latim ou em grego, para os anglo-saxões, contribuindo assim com o desenvolvimento do cristianismo inglês. O mosteiro de Beda dispunha de uma grande biblioteca que incluía, entre outras, obras de Eusébio e Orósio.

## Biografia
Quase tudo o que se sabe sobre a vida de Beda está contido no último capítulo de sua História Eclesiástica, completada por volta de 731. Ele indicou que estava com cinquenta e nove anos de idade na época, o que implica que teria nascido por volta de 672 ou 673.[a] Uma outra fonte, menor, é uma carta de seu discípulo, Cuteberto (Cuthbert),[b] que trata da morte de Beda.[c] Beda, na "Historia", afirma ter nascido "nas terras de seu mosteiro", uma referência aos mosteiros gêmeos de São Pedro e São Paulo em Monkwearmouth e Jarrow, na moderna região de Sunderland. Existe também uma antiga tradição que conta que Beda nasceu em Monkton, a pouco menos de cinco quilômetros do mosteiro de Jarrow. Ele nada conta sobre suas origens, mas suas conexões com diversos homens de origem nobre sugere que sua própria família era rica. O primeiro abade de Beda foi Bento Biscop (Benedict) e os nomes "Biscop" e "Beda" - este um nome incomum na época - aparecem numa lista de reis de Lindsey datada de cerca de 800, o que reforça a tese de que ele seria de origem nobre. A "Liber Vitae" da Catedral de Durham inclui uma lista de padres, com dois deles com este nome, e presume-se que um deles seja o próprio Beda. Alguns manuscritos da "Vida de Cuteberto", uma das obras de Beda, menciona que o padre de Cuteberto chamava-se também Beda, possivelmente o outro da "Liber Vitae". Estas duas ocorrências, juntamente com um "Bieda" mencionado na "Crônica Anglo-Saxônica" na entrada do ano 501, são as únicas ocorrências do nome nas fontes antigas. É provável que ele seja derivado do inglês antigo "bēd" ("oração"); se Beda recebeu-o ao nascer, é provável que sua família tenha planejado desde cedo a sua entrada no clero.
Com sete anos de idade, Beda foi enviado para o mosteiro de Monkwearmouth pela família para ser educado por Bento Biscop e, posteriormente, por Ceolfrido (Ceolfrith). Porém, ele não diz se já se esperava na época que ele se tornasse um monge. É de se notar que era bastante comum na Irlanda na época que jovens garotos, principalmente os de origem nobre, fossem educados fora de casa; a prática provavelmente era comum entre os povos germânicos da Inglaterra. O mosteiro irmão de Monkwearmouth em Jarrow foi fundado por Ceolfrido em 682 e Beda provavelmente mudou-se para lá com ele no mesmo ano. A pedra dedicatória da igreja do mosteiro ainda existe e traz a data de 23 de abril de 685. Como se supõe que Beda fosse encarregado de ajudar nas diversas tarefas menores do dia-a-dia, é possível que ele também tenha ajudado a construir a igreja original. Em 686, irrompeu uma epidemia de peste em Jarrow. A "Vida de Ceolfrido", escrita por volta de 710, relata que apenas dois monges sobreviventes ainda conseguiam cantar nos ofícios completos; um era Ceolfrido e o outro, um jovem rapaz que, de acordo com o autor desconhecido da obra, era aprendiz dele. Os dois sozinhos conseguiram realizar todos os serviços da liturgia diária até que outros pudessem ser treinados para ajudá-los. O jovem é quase certamente Beda, que teria na época por volta de quatorze anos.
Quando Beda tinha por volta de dezessete anos, Adomnán, o abade de Iona, visitou Monkwearmouth e Jarrow. Beda provavelmente se encontrou com ele durante a visita e é possível que ele tenha despertado o interesse do jovem pela controvérsia sobre data da Páscoa. Por volta de 692, Beda, que tinha dezenove anos, foi ordenado diácono por seu bispo, João de Beverley. A idade canônica para a ordenação de um diácono na época era vinte e cinco anos, mas especula-se que Beda não precisou esperar justamente por ser considerado um talento excepcional. Contudo é possível também que o requisito da idade mínima fosse frequentemente desconsiderado. Apesar da possibilidade de que houvesse ordens de status inferior ao de diácono, não há registros de que Beda tenha exercido qualquer uma delas.[d] No trigésimo ano da vida de Beda (por volta de 702), foi ordenado padre pelo bispo João.
Um ano antes, Beda escreveu suas primeiras obras, "De Arte Metrica" e "De Schematibus et Tropis", livros didáticos para serem utilizados em sala de aula. Ele nunca mais parou de escrever e completou mais de sessenta livros, a maioria dos quais sobreviveu. Porém, nem todas as suas obras podem ser datadas com facilidade e é possível que ele tenha voltado a trabalhar em alguns textos em diversas ocasiões durante um longo período de tempo. A última obra conhecida é uma carta a Egberto de Iorque (Ecgbert), um ex-estudante, escrita em 734. Um manuscrito greco-latino do século VI dos Atos dos Apóstolos, que acredita-se ter sido escrito por Beda, sobreviveu, está preservado na Biblioteca Bodleiana da Universidade de Oxford e é conhecido como Codex Laudianus. É possível também que Beda tenha trabalhado diretamente na confecção de uma das bíblias em latim copiadas em Jarrow, uma das quais está hoje preservada na Biblioteca Laurentina, em Florença.[e] Além de escritor, Beda também ensinava, gostava de música - conta-se que era muito bom cantor - e recitava muito bem poesias no vernáculo. Contudo, é possível que ele sofresse de alguma forma de dificuldade de fala, mas esta tese depende da interpretação de uma frase na introdução de sua obra em verso sobre a vida de São Cuteberto. Traduções do trecho diferem entre si e não há certeza se ele quis dizer que foi curado de um problema na fala ou se estava meramente afirmando ter sido inspirado pelas obras do santo.[f]
Em 708, alguns monges da Abadia de Hexham acusaram Beda de heresia em sua obra "De Temporibus". A visão teológica padrão para a história do mundo na época era conhecida como "seis épocas do mundo"; em seu texto, Beda tentou calcular a idade do mundo em vez de aceitar a autoridade de Isidoro de Sevilha, e acabou concluindo que Cristo havia nascido 3 952 anos depois da criação do mundo, em vez dos mais de 5 000 anos aceitos pelos teólogos na época. A acusação foi formalizada perante o novo bispo de Hexham, Vilfrido (Wilfrid), que estava numa festa quando alguns monges bêbados fizeram a acusação. Vilfrido não respondeu de imediato, mas um monge presente relatou o episódio por carta a Beda. Ele respondeu, poucos dias depois, apresentando sua defesa e pedindo que a carta fosse lida para Vilfrido.[g] Segundo o próprio Beda, ele e Vilfrido se comunicaram novamente entre 706 e 709, quando trataram de Etelrita (Æthelthryth), a abadessa de Ely. Beda quis saber de Vilfrido, que esteve presente à exumação do corpo dela em 695, sobre as condições exatas do corpo e pediu mais detalhes sobre sua vida, uma vez que Vilfrido havia sido o principal conselheiro dela.
Em 733, Beda viajou para Iorque para visitar Egberto, que ocupava a função de bispo. A sé de Iorque seria elevada a metropolitana em 735 e é provável que os dois tenham discutido as propostas para elevá-la durante a visita. Beda queria visitar Egberto novamente em 734, mas estava muito doente para viajar. Ele também visitou o mosteiro de Lindisfarena e, em algum momento, o mosteiro desconhecido de um monge chamado Victedo (Wicthed), segundo uma carta que Beda escreveu para ele. Por conta de sua extensiva correspondência com diversas pessoas em todas as ilhas Britânicas, assume-se que Beda as tenha conhecido pessoalmente e que, portanto, teria também viajado para outros lugares, embora nada mais se saiba sobre quando ou para onde. É quase certo, porém, que ele não esteve em Roma, pois certamente teria mencionado a viagem no capítulo autobiográfico da "História Eclesiástica". Notelmo (Nothhelm), um correspondente de Beda que ajudou-o a encontrar documentos em Roma, visitou-o, mas não se sabe quando.
Beda faleceu numa quinta-feira, 26 de maio de 735 ("Dia da Ascensão"), e foi enterrado em Jarrow. Cuteberto, um discípulo, escreveu uma carta para Cutvino (Cuthwin; sobre quem nada mais se sabe) descrevendo os últimos dias de Beda e sua morte. Segundo o relato, Beda ficou doente - "ataques frequentes de falta de ar, mas quase sempre sem dor" - antes da Páscoa. Na quinta-feira, dias antes, morreu, com a respiração muito ruim e com os pés inchados. Ele continuou ditando para um secretário durante a doença e, mesmo tendo passado a noite em claro rezando, voltou a fazê-lo no dia seguinte. Às três horas da tarde, pediu que seu baú lhe fosse levado e distribuiu entre os padres do mosteiro "uns poucos tesouros" que possuía: "alguma pimenta, guardanapos e um pouco de incenso". Na mesma noite, ditou sua última frase para o escriba, um garoto chamado Vilberto (Wilberht) e morreu logo depois.[h]
A carta de Cuteberto também preservou um curto poema, com apenas cinco linhas no vernáculo, que Beda compôs em seu leito de morte e que é conhecido como "Canto de Morte de Beda" (veja mais abaixo). Trata-se do mais copiado poema em inglês antigo e aparece em 45 manuscritos, mas sua atribuição a Beda não é totalmente certa - nem todos o nomeiam como tal e os que o fazem são mais antigos que os que não. Os restos mortais de Beda foram transferidos para a Catedral de Durham no século XI. Apesar de o túmulo ter sido saqueado em 1541, é provável que suas relíquias tenham sobrevivido e sido re-enterradas na Capela Galileia na mesma catedral.
Uma curiosidade a mais em suas obras é que, numa delas, o "Comentário sobre as Sete Epístolas Católicas", ele escreve de uma forma que deixa a impressão de que ele seria casado. A seção em questão é a única da obra escrita em primeira pessoa. Segundo ele, as "orações são atrapalhadas pelos deveres conjugais, pois toda vez que realizo o que devo à minha esposa não consigo rezar". Em outra passagem, desta vez no "Comentário sobre Lucas", ele cita novamente uma esposa na primeira pessoa: "Eu possuía antigamente uma esposa na libidinosa paixão do desejo e hoje a possuo na honrosa santificação e verdadeiro amor de Cristo". A historiadora Benedicta Ward defende que, nestas passagens, Beda nada mais fez do que lançar mão de recursos retóricos para sublinhar seus pontos de vista.

## Obras

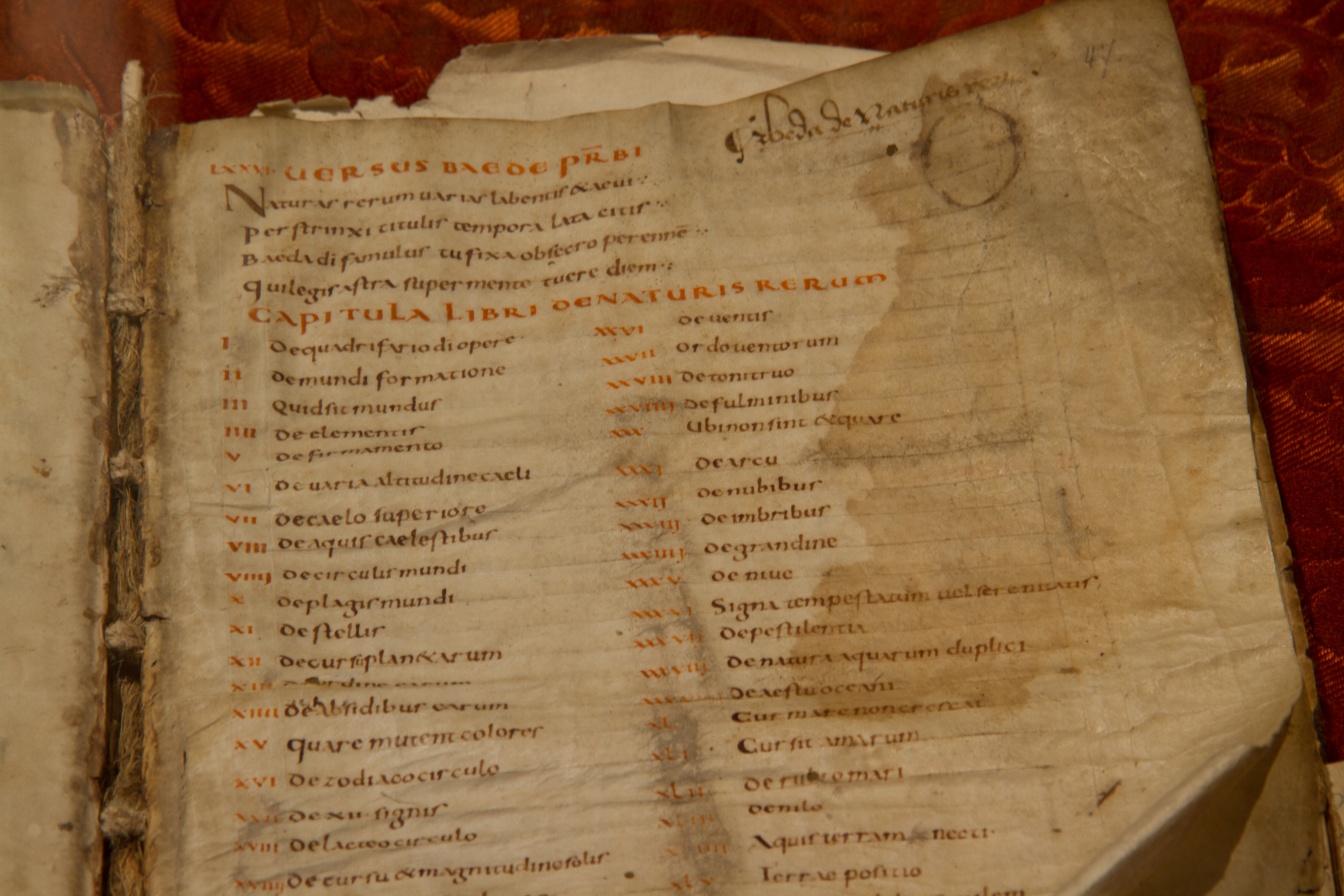
Manuscrito da "História Eclesiástica do Povo Inglês" em Estrasburgo, na França

Beda escreveu obras científicas, históricas e teológicas, um reflexo da abrangência de seus interesses, que iam da métrica aos comentários exegéticos. Ele conhecia a literatura patrística e também Plínio, Virgílio, Lucrécio, Ovídio, Horácio e outros escritores antigos.
Os comentários bíblicos de Beda empregaram um método alegórico de interpretação e suas obras históricas incluem relatos sobre milagres, o que, para historiadores modernos, conflita com sua abordagem crítica às demais fontes em sua história. Estudos modernos demonstraram o papel fundamental que estes conceitos alegóricos tiveram na formação da visão de mundo dos primeiros acadêmicos medievais.
Ele dedicou sua obra sobre o Apocalipse e a "De Temporum Ratione" ao sucessor de Ceolfrido como abade, Hetberto (Hwaetbert). Historiadores modernos já realizaram diversos estudos sobre as obras de Beda. Sua vida e suas obras têm sido celebradas numa série de palestras acadêmicas anuais na Igreja de São Paulo, em Jarrow, iniciada em 1958 e que continua até hoje. O historiador Walter Goffart afirma que Beda "detém um lugar privilegiado e sem rivais entre os primeiros historiadores da Europa cristã".
Embora Beda seja principalmente estudado como um historiador atualmente, em sua época, suas obras sobre gramática, cronologia e estudos bíblicos eram tão importantes quanto as históricas ou hagiográficas. Estas obras não históricas contribuíram muito para o chamado "Renascimento Carolíngio"

### História Eclesiástica do Povo Inglês
A obra mais conhecida de Beda é a História Eclesiástica do Povo Inglês' (Historia ecclesiastica gentis Anglorum), terminada por volta de 731 com a ajuda de Albino, abade da Abadia de Santo Agostinho em Cantuária. O primeiro dos cinco livros começa com um panorama geográfico e passa para um esboço da história da Inglaterra, iniciando-se com a invasão romana de Júlio César em 55 a.C. Segue-se um breve relato sobre o cristianismo na Britânia romana, incluindo o martírio de Santo Albano, e a história da missão cristianizadora de Agostinho de Cantuária, em 597, que converteu os anglo-saxões. O segundo livro começa com a morte de São Gregório Magno, em 604, e continua narrando o progresso do cristianismo em Kent e as primeiras tentativas de evangelizar a Nortúmbria. Todas terminaram em desastre quando Penda, o rei pagão da Mércia, assassinou o recém-convertido Eduíno (Edwin) na Batalha de Hatfield Chase por volta de 632. O revés foi temporário e o terceiro livro relata o crescimento do cristianismo na Nortúmbria sob os reis Osvaldo (Oswald) e Osvio (Oswy). O clímax deste terceiro volume é o registro do Concílio de Whitby, tradicionalmente visto como um importante ponto de inflexão na história inglesa. O quarto livro começa com a consagração de Teodoro como arcebispo de Cantuária e trata dos esforços de Vilfrido para levar o cristianismo até o Reino de Sussex. O quinto livro prossegue o relato até os dias de Beda e inclui as histórias da missão à Frísia e do conflito com a Igreja britânica sobre a correta datação da Páscoa. Beda escreveu um prefácio para a obra no qual ele a dedica a Ceolvulfo (Ceolwulf), rei da Nortúmbria, e menciona que o rei teria recebido uma primeira versão do texto para avaliar, o que faz supor que Ceovulfo conhecia latim o suficiente para compreendê-la.

#### Modelos e estilo

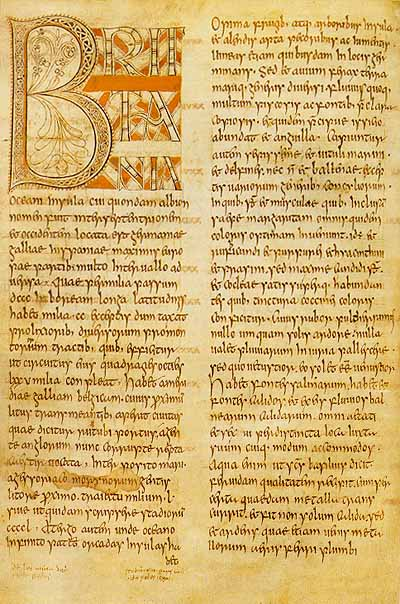
Página do manuscrito em São Petersburgo, na Rússia

Os modelos estilísticos de Beda se basearam nos autores que ele utilizou como fonte para a porção mais antiga de sua obra. A introdução imita a de Orósio e o título ecoa a "História Eclesiástica" de Eusébio. Beda também copiou Eusébio ao assumir os Atos dos Apóstolos como modelo para a obra toda: enquanto o primeiro utiliza os Atos como tema para seu relato sobre o desenvolvimento da igreja, o segundo o utiliza como modelo para sua história da igreja anglo-saxã. Beda citou suas fontes extensivamente por toda a narrativa, outro eco da obra de Eusébio, e parece também ter citado diretamente seus correspondentes às vezes. Um indício disso é que ele utiliza quase sempre os termos "australes" e "occidentales" para saxões do sul e oeste respectivamente, mas, numa passagem do primeiro livro, usou os termos "meridiani" e "occidui", provavelmente refletindo a terminologia de seu informante. No fim do livro, Beda acrescentou uma pequena nota autobiográfica, uma ideia inspirada pela "História dos Francos" de Gregório de Tours.
A experiência de Beda como hagiógrafo e sua atenção minuciosa às datas foram bastante úteis enquanto se preparava para escrever a "História Eclesiástica". Seu interesse no "computus", a ciência de calcular a data da Páscoa, também foi útil na narrativa que ele apresenta sobre a controvérsia entre as igrejas britânica e anglo-saxônica sobre o tema.
O latim de Beda é muito elogiado por sua clareza, mas o estilo da "História" está longe de ser simples. Ele conhecia retórica e frequentemente utilizava figuras de linguagem e formas retóricas que são de difícil transposição numa tradução, pois geralmente dependem de conotações específicas das palavras latinas. Porém, ao contrário de outros contemporâneos (como Aldelmo), cujo latim é cheio de dificuldades, o texto de Beda é fácil de ler. Nas palavras de Charles Plummer, um dos mais conhecidos editores da "História Eclesiástica", o latim de Beda é "claro e límpido ... é muito raramente que se torna necessário parar para pensar no significado de uma sentença ... Alcuíno elogia Beda com muita justiça por seu estilo despretensioso".

#### Objetivo
A intenção primária de Beda ao escrever a "História Eclesiástica" foi demonstrar o crescimento da igreja unida por toda a Inglaterra. Os britânicos antigos, cuja igreja cristã sobreviveu à partida dos romanos séculos antes, despertaram a ira de Beda por se recusar a ajudar na conversão dos saxões invasores; no final da "História", os ingleses e sua igreja predominam sobre eles. Este objetivo, de demonstrar a tendência de união, explica a animosidade de Beda em relação à forma com que os britânicos calculavam a data da Páscoa: a maior parte da "História" é dedicada a esta controvérsia, incluindo a resolução no Sínodo de Whitby em 664. Beda também estava preocupado em demonstrar a unidade dos ingleses a despeito dos diversos pequenos reinos que ainda existiam na época. Ele também queria instruir o leitor pelo exemplo espiritual e entretê-lo com histórias sobre os muitos lugares e povos sobre os quais escreveu.
O extensivo uso que Beda faz dos milagres é desconcertante para o leitor moderno que acredita que Beda é um historiador mais ou menos confiável, mas é preciso ter em mente que homens de sua época aceitavam milagres como fatos. Beda, assim como Gregório, o Grande, citado por ele sobre este tema na "História", acreditava que a fé conquistada por milagres é um degrau para uma fé mais elevada e verdadeira e, por isso, eles têm seu lugar principalmente na instrução dos convertidos.

#### Omissões e vieses
Beda é algo reticente em relação à carreira de Vilfrido, seu contemporâneo e um dos mais proeminentes clérigos da época. O motivo pode ser o estilo de vida opulento de Vilfrido, totalmente oposto ao monasticismo de Beda; pode ser também que os eventos da vida de Vilfrido, controversos e pouco agregadores, simplesmente não se conformavam com o tema maior de Beda sobre o progresso de uma igreja unificada e harmoniosa.
O relato de Beda sobre as primeiras migrações dos anglos e saxões para a Inglaterra não menciona nenhuma migração destes povos através do canal da Britânia para a Bretanha como a mencionada por Procópio, que escreveu no século VI. Frank Stenton descreve esta omissão como "uma insatisfação do acadêmico com o indefinido"; material tradicional que não havia como datar ou ser utilizado para os objetivos didáticos de Beda não tinha interesse nenhum para ele.
Beda era nortúmbrio, o que acabou enviesando seu relato. As obras a que ele tinha acesso tinham poucas informações sobre o oeste da Inglaterra, por exemplo, e tinham quase nada a dizer sobre a evolução da Igreja em Wessex ou na Mércia. Beda não menciona Bonifácio, um famoso missionário saxão ocidental enviado ao continente e que certamente Beda conhecia, mas menciona os missionários nortúmbrios enviados para lá. Ele também foi bastante parcimonioso em seus elogios a Adelmo, um saxão ocidental que fez muito para garantir a conversão dos britânicos à forma romana do cristianismo. Beda lista sete reis dos anglo-saxões que, segundo ele, detinham o poder de imperium; apenas um rei Ceaulino de Ceaulino, aparece na lista e nenhum da Mércia, mesmo tendo, em outros pontos da obra, mencionado o poder secular exercido por diversos mércios O historiador Robin Fleming afirma que esta hostilidade, resultado da diminuição do território da Nortúmbria pelo poder mércio, era tanta que Beda não tinha informantes da Mércia e não incluiu nenhuma história sobre seus santos.
Beda relata ainda a história da missão de Agostinho enviada por Roma e conta que o clero britânico se recusou a apoiá-lo na conversão dos anglo-saxões. Esta teimosia, combinada com a avaliação negativa feita por Gilda sobre a Igreja britânica preexistente na época da invasão dos anglo-saxões, resultou numa avaliação muito ruim da igreja nativa por Beda. Ele ignora o fato de que, na época da missão de Agostinho, a história entre britânicos e anglo-saxões era de guerra de conquista daqueles por estes, o que, nas palavras de Barbara Yorke, naturalmente teria "diminuído os impulsos missionários do clero britânico em relação aos anglo-saxões".

#### Uso deAnno Domini
Na época em que Beda escreveu a "História Eclesiástica", havia duas formas comuns para fazer referência a datas. Uma era o uso de indicções, ciclos de quinze anos contados a partir de 312, com três variedades distintas, cada uma começando num dia diferente do ano. A outra abordagem era o uso de anos de um reinado - de um imperador romano, por exemplo, ou o monarca do reino que se estivesse discutindo. O problema era que, ao discutir conflitos entre reinos, as datas teriam que ser fornecidas em anos do reinado de todos os reis envolvidos. Beda utilizou as duas formas por vezes, mas adotou também um terceiro método como principal: o Anno Domini inventado por Dionísio Exíguo. Embora Beda não o tenha inventado, sua adoção e promulgação em sua obra cronológica "De Temporum Ratione" é a principal razão pela qual ele é atualmente tão amplamente utilizado.

#### Avaliação
A "História Eclesiástica" foi muito copiada durante a Idade Média e cerca de 160 manuscritos da obra sobreviveram, por volta de metade no continente europeu e não nas ilhas Britânicas. A maior parte dos manuscritos dos séculos VIII e IX se originaram na região setentrional do Império Carolíngio. Este total não inclui os manuscritos que trazem apenas parte da obra, que somam outros cem ao número final. Ela foi impressa pela primeira vez entre 1474 e 1482, provavelmente em Estrasburgo, na Alsácia. Historiadores modernos estudaram a "História" em profundidade e diversas edições críticas e comentadas já foram publicadas. Por muitos anos, a disciplina da história anglo-saxã era essencialmente uma repetição da "História", mas estudiosos modernos têm agora se focado tanto no que Beda não escreveu quanto no que ele escreveu. A crença de que a "História" foi ápice das obras de Beda, o objetivo de todos os seus estudos, uma crença comum dos historiadores do passado, não é mais aceita pelos historiadores modernos.
Historiadores e editores modernos de Beda têm sido pouco comedidos nos elogios à conquista de Beda em "História Eclesiástica". Stenton considera-o como um dos que fazem parte de "uma pequena categoria de livros que transcendem tudo, exceto as mais fundamentais condições de lugar e tempo". Ele considera sua qualidade como dependente do "impressionante poder de coordenação de fragmentos de informações que chegaram até ele através da tradição, relação com amigos ou evidências documentais" de Beda e continua: "Numa época onde pouco se fazia além do registro dos fatos, ele alcançou a concepção da história". Patrick Wormald descreveu-o como "o primeiro e o maior dos historiadores ingleses"'.
A "História" conferiu a Beda uma enorme reputação, mas suas preocupações eram bastante diferentes das que se esperam de um historiador moderno. Seu foco estava na história da organização da Igreja inglesa, nas heresias e nos esforços para reprimi-las, o que fez com que ele excluísse a história dos reis e reinos seculares, exceto quando alguma lição de moral pudesse ser extraída dos fatos ou houvesse neles algo que iluminasse um ponto importante da história da igreja. Juntamente com a "Crônica Anglo-Saxônica", os escritores medievais Guilherme de Malmesbury, Henrique de Huntingdon e Godofredo de Monmouth utilizaram suas obras como fontes de dados e de inspiração. Os primeiros escritores modernos como Polydore Vergil e Matthew Parker, o arcebispo de Cantuária da elisabetano, também utilizaram a "História" como fonte e suas obras foram depois utilizadas tanto por protestantes quanto por católicos durante os conflitos religiosos da Idade Moderna.
Alguns historiadores questionaram a confiabilidade de alguns dos fatos relatados por Beda. Um deles, Charlotte Behr, acredita que o relato sobre os invasores germânicos em Kent não deve ser considerado como um fato histórico e sim um mito que era corrente na região na época de Beda. É provável que a obra de Beda, por ter sido tão copiada, tenha desencorajado outros em seus esforços para escrever relatos próprios e pode até mesmo ter provocado o desaparecimento de manuscritos com obras mais antigas, consideradas menos importantes ou redundantes.

### Outras obras históricas

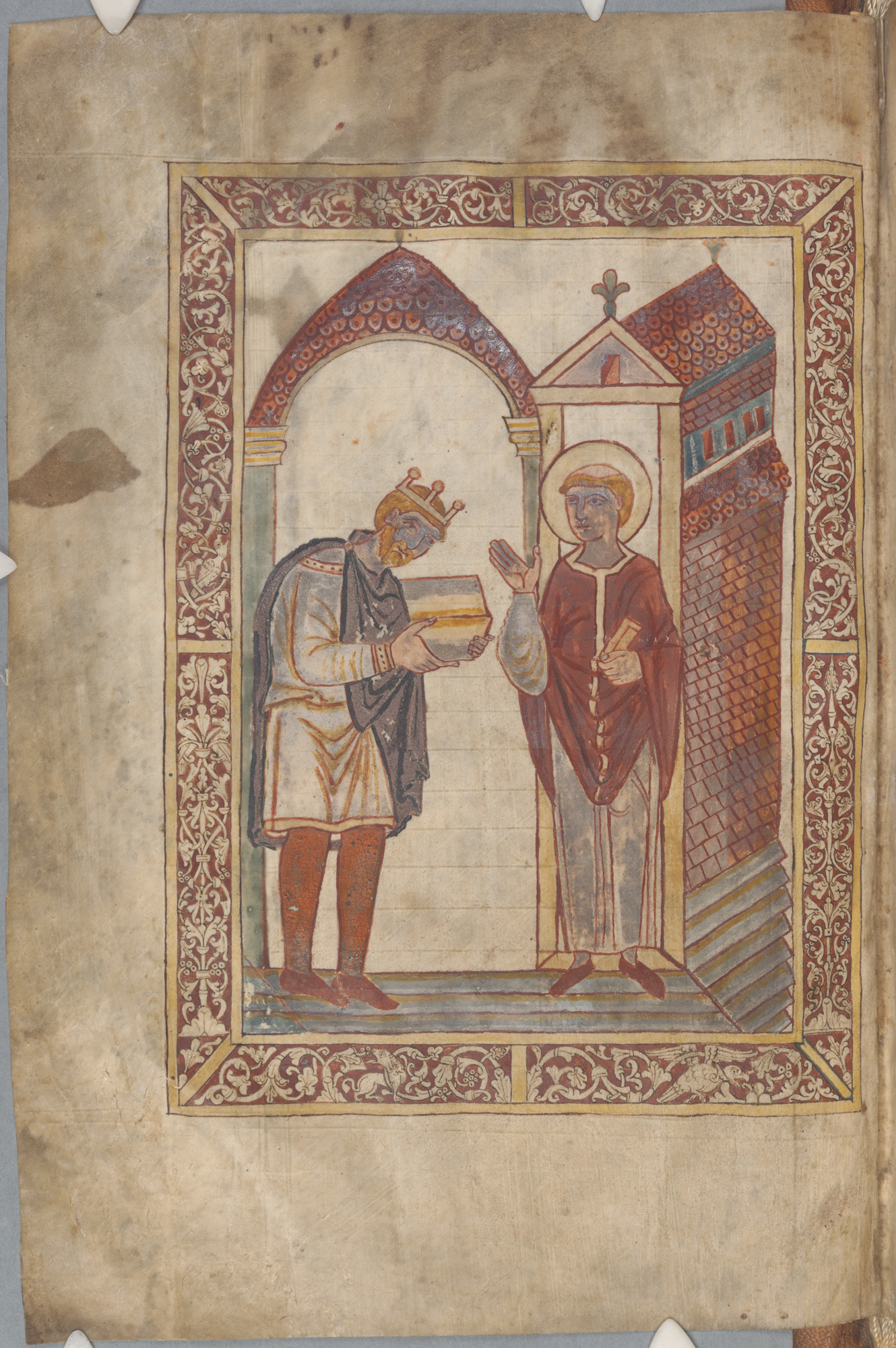
Página de uma cópia da "Vida de São Cuteberto" mostrando Etelstano presenteando o santo com o texto. Este manuscrito foi doado ao santuário de São Cuteberto em 934.

#### Crônicas
Como capítulo 66 de sua "Sobre a Contagem do Tempo", em 725, Beda escreveu a "Crônica Maior" ("Chronica Maiora"), que por vezes circulou como uma obra separada. Para os anos mais próximos da época de Beda, a "Crônica", assim como a "História", se baseou em Gildas, numa versão do "Liber pontificalis" atualizada até pelo menos o papado de Sérgio I (r. 687-701) e em outras fontes. Para eventos mais antigos, a fonte foi principalmente a "Crônica" de Eusébio de Cesareia. A data dos eventos na "Crônica" de Beda é inconsistente com suas outras obras e fazem uso principalmente do método de contagem dos anos a partir da data da criação, o anno mundi

#### Vitae
Suas outras obras histórias incluem biografias (Vitae) dos abades de Wearmouth and Jarrow, biografias em verso e prosa de São Cuteberto de Lindisfarena, uma adaptação da "Vida de São Félix" de Paulino de Nola e uma tradução da "Paixão de Santo Anastácio" do grego, possivelmente obra de Teodoro de Cantuária. Beda criticou o resultado e prometeu "melhorá-lo". Não existem manuscritos sobreviventes da sua revisão, embora se saiba que um deles perdurou pelo menos até o século XV. Beda criou também uma lista de santos, o chamado "Martirológio"

### Obras teológicas
Em sua própria época, Beda era bastante conhecido por seus comentários bíblicos e exegéticos e também por suas demais obras teológicas. Em volume, a maior parte do que escreveu era parte desta categoria, com obras sobre o Antigo e o Novo Testamento. A maioria sobreviveu, mas umas poucas se perderam. E foi por conta destas obras teológicas que ele passou a ser chamado de Doctor Anglorum e foi canonizado.
Beda sintetizou e retransmitiu o conhecimento acumulado de seus predecessores e também propôs algumas cuidadosas inovações no conhecimento (como recalcular a idade da Terra - vide abaixo) que tiveram repercussões teológicas. Para fazê-lo, aprendeu o grego, tentou aprender o hebraico e passou anos lendo e relendo as Escrituras. Beda menciona ter utilizado o texto da Vulgata de Jerônimo, que já era uma tradução do texto hebraico. Ele estudou ainda os padres latinos (Beda foi o primeiro a chamá-los assim) e gregos da Igreja. Na biblioteca do mosteiro em Jarrow havia diversos livros teológicos, incluindo obras de Basílio de Cesareia, João Cassiano, João Crisóstomo, Isidoro de Sevilha, Orígenes, Gregório de Nazianzo, Santo Agostinho, Jerônimo, Gregório Magno, Ambrósio, Cassiodoro e Cipriano. Ele fez uso de todos em conjunto com os próprios textos bíblicos para escrever seus comentários e obras teológicas. Beda também teve acesso a uma tradução latina de Evágrio de Antioquia da "Vida de Antônio", de Atanásio, e uma cópia da "Vida de São Martinho", de Sulpício Severo. Ele também utilizou obras de autores menos conhecidos, como Fulgêncio de Ruspe, Juliano de Eclano, Ticônio e Prospério. É claro, pelos comentários do próprio Beda, que ele sentia que seu trabalho era explicar para seus estudantes e leitores a teologia e o pensamento dos Padres da Igreja.
Beda também escreveu homilias, obras escritas para explicar teologia e utilizadas nos serviços litúrgicos. Elas não se restringiam às principais estações cristãs, como o Advento, a Quaresma ou a Páscoa, mas também aos demais eventos importantes, como aniversário e demais celebrações.
Ambos os tipos circularam amplamente durante a Idade Média. Diversos de seus comentários bíblicos foram incorporados na "Glossa Ordinaria", uma coleção de comentários do século XI, por exemplo. Algumas de suas homilias foram colecionadas por Paulo, o Diácono, e foram utilizadas assim no Ofício Monástico. São Bonifácio utilizou as homilias de Beda em seus esforços missionários no continente.
Beda por vezes incluía em seus livros teológicos um reconhecimento aos predecessores em que se baseou. Em dois casos, ele deixou instruções para que suas notas marginais, que detalhavam suas fontes, fossem preservadas pelo copista e, portanto, é possível que o mesmo tenha ocorrido originalmente nas demais obras, o que infelizmente se perdeu. Onde ele não especifica, é ainda assim possível identificar, muitas vezes, a qual livro ele deve ter tido acesso para conhecer a citação utilizada. Um catálogo completo da biblioteca de Beda no mosteiro não é possível de ser reconstruído, mas é possível afirmar, por exemplo, que ele conhecia muito bem as obras de Virgílio. Há poucas evidências de que ele tenha tido acesso a qualquer outro escritor latino pagão - ele cita vários deles, mas os trechos citados são quase todos encontrados nas "gramáticas" que circulavam amplamente na época e é quase certo que o mosteiro tinha uma ou duas delas em sua biblioteca. Outra dificuldade é que os manuscritos dos editores mais antigos continham geralmente versões incompletas: é evidente que Beda tinha acesso à "Enciclopédia", de Plínio, mas numa versão que não tinha o livro XVIII, que ele certamente teria citado em sua "De temporum ratione"[i]

#### Obras sobre o Antigo Testamento
Entre as obras sobre o Antigo Testamento estão "Comentário sobre Samuel", "Comentário sobre o Gênesis", "Comentário sobre Esdras e Neemias", "Sobre o Templo" e "Sobre o Tabernáculo", "Comentário sobre Tobias", "Comentário sobre os Provérbios", "Comentário sobre o Cântico dos Cânticos" e "Comentário sobre o Cântico de Habacuque" (terceiro capítulo de Habacuque). As obras sobre Esdras, o tabernáculo e o templo foram bastante influenciadas pelas obras de Gregório Magno

#### Obras sobre o Novo Testamento
Entre as obras sobre o Novo Testamento estão "Comentário sobre o Apocalipse", "Comentário sobre as Epístolas Católicas", "Comentário sobre os Atos", "Reconsideração sobre o Livro dos Atos", "Sobre o Evangelho de Marcos", "Sobre o Evangelho de Lucas" e "Homilias sobre os Evangelhos". Quando morreu, estava trabalhando numa tradução do Evangelho de São João para o inglês.

### Obras sobre a cronologia histórica e astronômica

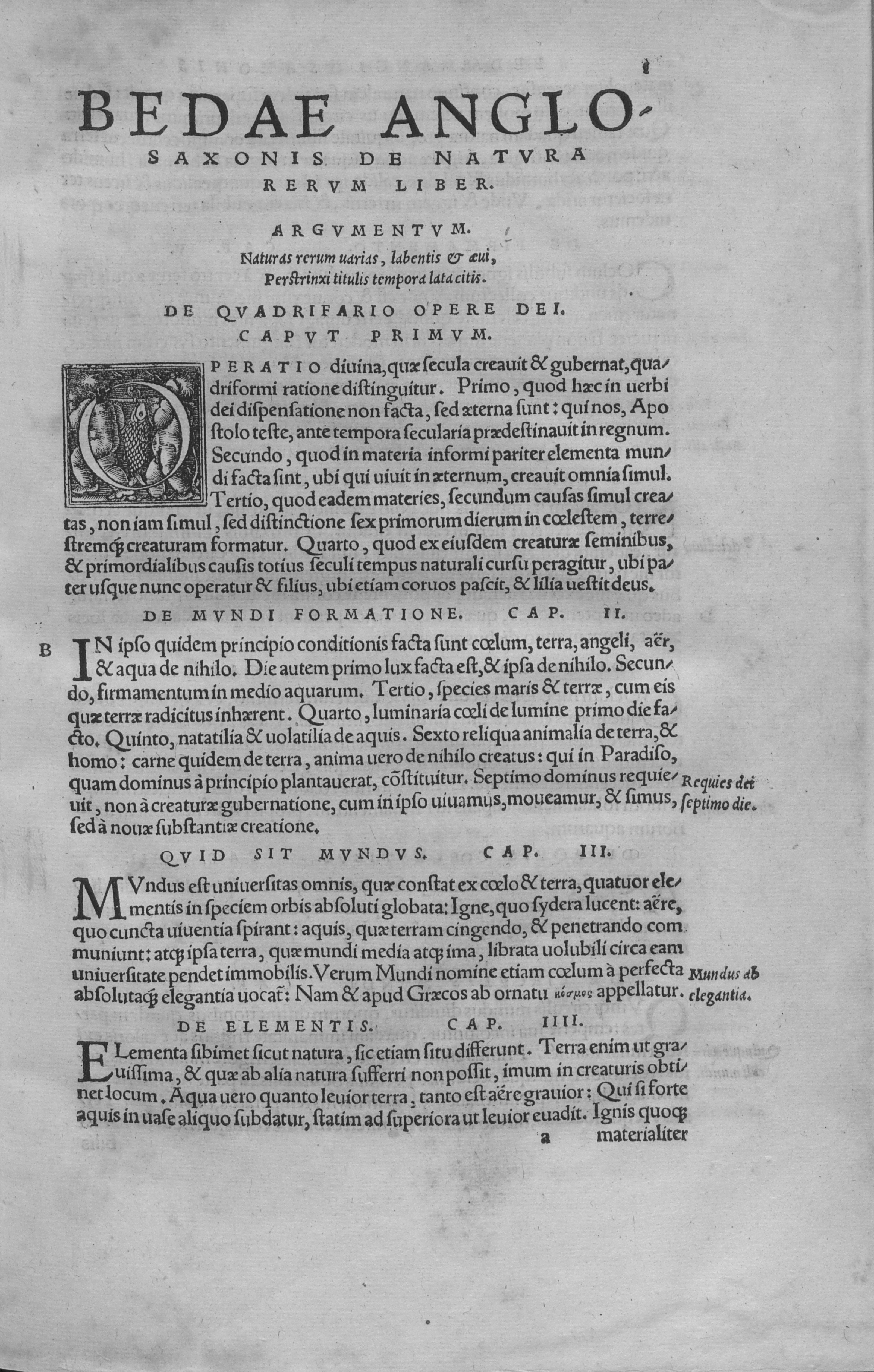
De natura rerum, 1529

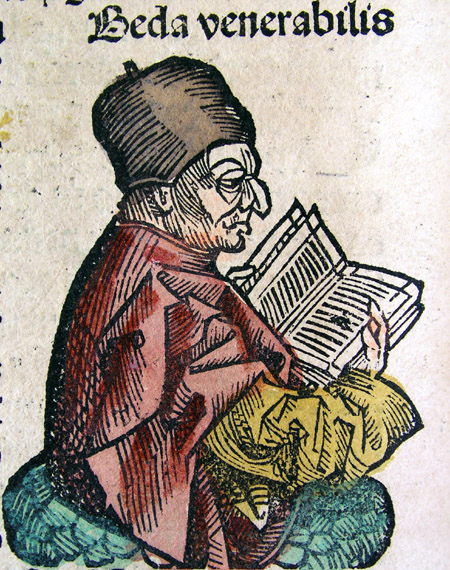
Retrato de Beda na "Crônica de Nuremberga" (1493), com o nome pelo qual Beda era conhecido na Idade Média, Beda Venerabilis

"Sobre o Tempo" ("De temporibus"), escrita por volta de 703, provê uma introdução aos princípios do computus, a metodologia de cálculo da data da Páscoa. Baseada em parte nas "Etimologias" de Isidoro de Sevilha, Beda incluiu também uma cronologia do mundo que derivou da obra de Eusébio, com algumas revisões baseadas na tradução de Jerônimo da Bíblia (a Vulgata). Por volta de 723, Beda escreveu uma obra mais longa sobre o tema, "Sobre a Contagem do Tempo", que foi muito influente por toda a Idade Média.
"Sobre a Contagem do Tempo" (De temporum ratione) inclui uma introdução às visões tradicionais dos antigos e dos autores medievais até a época de Beda sobre o cosmos, incluindo uma explicação sobre como a terra esférica influencia a mudança na duração do dia, de como o movimento do Sol e da Lua durante as estações do ano influenciam o aparecimento da lua nova no crepúsculo e uma relação quantitativa entre as mudanças das marés num determinado lugar e o movimento diário da Lua. Como o foco do livro era o computus, Beda deu instruções sobre como calcular a data da Páscoa e sobre como acertar a data da lua cheia pascal calculando o movimento do Sol e da Lua através do zodíaco, além de muitos outros cálculos relacionados ao calendário. Ele também provê informações sobre os meses do calendário anglo-saxão no capítulo XV.
Para ajudar em seus cálculos sobre o calendário, Beda calculou também a idade do mundo desde a criação, que ele datou como sendo 3 952 a.C. Por causa de suas inovações neste tema, acabou sendo acusado de heresia pelos partidários do bispo Vilfrido, pois sua cronologia era diferente dos cálculos então aceitos. Quando soube da acusação destes "rústicos indecentes", Beda as refutou em sua carta a Plegvino (Plegwin). Além destas, Beda escreveu também "Sobre a Natureza das Coisas" ("De natura rerum"), baseada em parte na obra homônima de Isidoro de Sevilha.
Suas obras foram tão influentes que no final do século IX, Notker, o Gago, um monge na Abadia de São Galo, na moderna Suíça, escreveu:
| “ | "Deus, o ordenador de naturezas, que elevou o Sol no oriente no quarto dia da Criação, no sexto dia do mundo fez Beda se erguer no ocidente como o novo Sol para iluminar toda a Terra" | ” |
|   | — Notker, o Gago. |   |

### Obras educacionais
Beda escreveu algumas obras destinadas a ajudar no ensino da gramática na escola da abadia. Uma delas era "De arte metrica", uma discussão sobre a composição do verso latino, baseada em obras de gramáticos anteriores como "De pedibus", de Élio Donato, e "De finalibus", de Sérvio, por exemplo, com a ajuda de exemplos retirados da obra de Virgílio. Ela se tornou o livro-texto padrão para o ensino do verso latino por muitos séculos. Beda dedicou o trabalho a Cuteberto, que aparentemente era um estudante, pois é chamado de "querido filho" na dedicatória, que continua "Trabalhei para educá-lo nas letras divinas e nos estatutos eclesiásticos". Outro importante livro educacional de Beda é "De orthographia", uma obra sobre ortografia destinada a ajudar o leitor medieval de latim com abreviações ou palavras pouco familiares das obras latinas clássicas. Embora possa ter servido como livro-texto, era principalmente um guia de referência. Não se conhece a data da composição de nenhuma das duas obras.
Uma terceira obra nesta categoria é "De schematibus et tropis sacrae scripturae", que discute o uso da retórica na Bíblia. Beda conhecia autores pagãos (como Virgílio), mas não se considerava apropriado na época ensinar gramática bíblica a partir destas obras e em "De schematibus" Beda argumenta a favor da superioridade dos textos cristãos para o correto entendimento da literatura cristã.[j] De maneira similar, seu texto sobre métrica poética utilizava apenas poesia cristã nos exemplos.

### Poesia vernacular
De acordo com Cuteberto, o discípulo que escreveu sua biografia, Beda era também "letrado em nossas canções" ("doctus in nostris carminibus"). A carta que ele escreveu contando sobre a morte de Beda (conhecida como "Epistola Cuthberti de obitu Bedae") indica, de acordo com o consenso geralmente aceito entre os acadêmicos, que Beda também compôs um poema no vernáculo com cinco linhas conhecido atualmente como "Canto de Morte de Beda" (em inglês:  "Bede's Death Song"). Segundo a carta, "E ele costumava repetir aquela frase de São Paulo, «Horrenda coisa é cair nas mãos do Deus vivo.» (Hebreus 10:31) e muitos outros versículos das escrituras, urgindo-nos assim a acordarmos do sono da alma pensando na época propícia da nossa última hora. E, em nossa língua - pois ele conhecia a poesia inglesa -, falando sobre o horror da alma de deixar o corpo" (em tradução livre):
| Ao enfrentar a fatídica jornada, homem nenhum pode ser Mais prudente do que seu melhor julgamento, Se ele pondera, antes de seguir para lá, O que será de seu espírito, bom ou mau destino Depois do dia de sua morte será determinado. | Fore ðæm nedfere nænig wiorðe ðonc snottora ðon him ðearf siæ to ymbhycgenne ær his hinionge hwæt his gastæ godes oððe yfles æfter deað dæge doemed wiorðe.: |

Como lembra Opland, porém, não é totalmente claro se Cuteberto está atribuindo o poema a Beda: a maior parte dos manuscritos da carta não utiliza um verbo finito para descrever a apresentação dele por Beda e o tema era relativamente comum na literatura inglesa antiga e anglo-latina. O simples fato de a descrição de Cuteberto colocar a declamação de um poema em inglês antigo no contexto de uma série de citações das Escrituras sobre a morte pode ser considerado como evidência de que Beda estaria simplesmente citando textos vernáculos de mesmo tema. Por outro lado, a inclusão de um texto em inglês antigo na carta em latim de Cuteberto, a observação de que Beda era "letrado em nossas canções" e o fato de que Beda compôs um poema em latim sobre o mesmo tema são todas evidências a favor da tese de que ele teria de fato composto o poema. Ao citar o poema diretamente, Cuteberto parece implicar que a escolha das palavras era particularmente importante, seja porque era um poema vernáculo endossado por um acadêmico que evidentemente não gostava de diversões seculares ou porque era uma citação direta da última composição original de Beda.

## Veneração

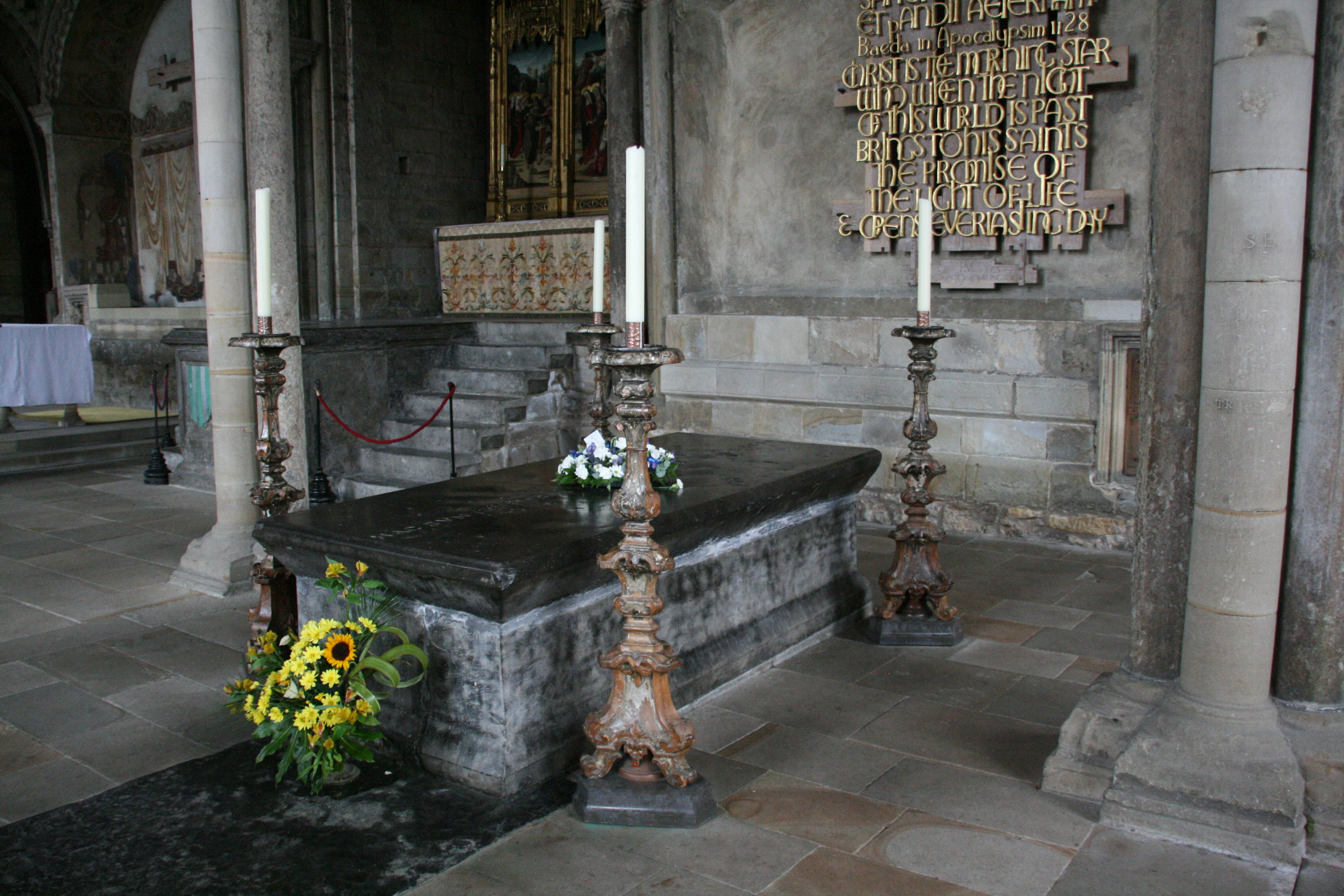
Túmulo de Beda na Catedral de Durham

Não há evidências de cultos em homenagem a Beda na Inglaterra no século VIII, mas o motivo pode ser o fato de ele ter morrido no mesmo dia que Agostinho de Cantuária. Posteriormente, quando é certo que ele já era venerado, sua festa ou era comemorada depois da de Agostinho, em 26 de maio, ou no dia seguinte. Porém, Beda era venerado fora da Inglaterra, principalmente por causa dos esforços de Bonifácio e Alcuíno. O primeiro escreveu repetidas vezes para sua terra natal na Inglaterra requisitando cópias das obras teológicas de Beda. Alcuíno, que foi estudante na escola fundada em Iorque pelo pupilo de Beda, Egberto, elogiava-o como um exemplo a ser seguido pelos monges e foi instrumental em divulgar as obras dele entre seu grande círculo de amigos. O culto de Beda tornou-se proeminente na Inglaterra durante o renascimento do monasticismo no século X e, no século XIV, já havia se espalhado para diversas catedrais. Vulstano, bispo de Worcester (c. 1008-1095), era particularmente devoto de Beda, dedicando uma igreja a ele em 1062, seu primeiro ato após ser consagrado bispo.
O corpo de Beda foi transferido de Jarrow para a Catedral de Durham por volta de 1020 e lá foi depositado na mesma tumba que São Cuteberto de Lindisfarena. Em 1370, os restos de Beda foram novamente movidos, na mesma catedral, para a "Capela Galileia". O santuário foi destruído durante a "Reforma inglesa", mas seus ossos foram reenterrados no mesmo local. Em 1831, eles foram novamente escavados e sepultados na tumba que se pode ver na catedral ainda hoje. Porém, a Catedral de Iorque e a Abadia de Glastonbury e Fulda alegam abrigar relíquias do santo.
A importância de Beda para o catolicismo foi reconhecida em 1899 quando ele foi proclamado Doutor da Igreja, o único inglês a receber a honraria. Ele é também o único inglês citado no Paraíso de Dante (X.130), mencionado entre teólogos e doutores da igreja no mesmo canto que Isidoro de Sevilha e Ricardo de São Vítor. Sua festa foi incluída no Calendário Geral Romano em 1899 para ser celebrada em 27 de maio e não no dia de sua morte, o dia anterior, que já era a festa, na época, de São Gregório VII. Atualmente, ele é venerado na Igreja Católica e na Comunhão Anglicana, com festa em 25 de maio, e na Igreja Ortodoxa, em 27 de maio.

## Bibliografia

Opera Bedae Venerabilis, 1563